# 마티아 비티
마티아 비티 (Mattia Viti, 2002년 1월 24일 ~ )는 이탈리아의 축구 선수이며, 사수올로에서 센터백으로 뛰고 있다.